# Тезія червоноголова
Тезія червоноголова (Cettia castaneocoronata) — вид горобцеподібних птахів родини Cettiidae.

## Поширення
Вид поширений в Бангладеш, Бутані, Китаї, Індії, Лаосі, М'янмі, Непалі, Таїланді та В'єтнамі. Його природними середовищами існування є субтропічний або тропічний вологий низинний ліс та субтропічний або тропічний вологий гірський ліс.

## Спосіб життя
Полює на дрібних комах.

## Підвиди
- C. c. castaneocoronata (Burton, 1836) — Гімалаї, північний схід Індії, південь Китаю та північ Лаосу
- C. c. abadiei (Delacour & Jabouille, 1930) — північний В'єтнам
- C. c. ripleyi (Deignan, 1951) — Юньнань (Південний Китай)